# هانس فاغنر (طبيب عيون)
هانس فاغنر هو طبيب عيون سويسري، ولد في 1905، وتوفي في 1989.